# 岩橋直哉
岩橋 直哉（いわはし なおや、1979年2月21日 - ）は、日本の男性声優。福岡県久留米市出身。

## 来歴
明治大学卒業。
2007年3月まではケッケコーポレーションに所属していた。2010年5月よりトリアス所属。
2012年5月1日をもってトリアスを退所。

## 人物
趣味はピアノ、カラオケ。特技は少林寺拳法、弓道初段。
免許・資格は全商会計、工業簿記1級。

## 出演作品

### テレビアニメ
2004年
- GANTZ（松村清彦、店員B）
- それいけ! ズッコケ三人組（金田進、兵士）

2005年
- シュガシュガルーン（ソール[3]）

2006年
- まじめにふまじめ かいけつゾロリ（ピエロA、村人A、男C、子供ノーダ、子供）
- 遊☆戯☆王デュエルモンスターズGX（ジム・クロコダイル・クック）
- 妖怪人間ベム（海堂空[3]）

2007年
- アイシールド21（岩重ガンジョー）
- 怪物王女（男子生徒B）
- 人造昆虫カブトボーグ V×V（大きな小学生）
- まじめにふまじめ かいけつゾロリ（村人D）

### OVA
2006年
- テニスの王子様 Original Video Animation 全国大会篇（獅子楽中生徒）
- 舞-乙HiME Zwei（店主）

### ゲーム
- カルコロ
- シュガシュガルーン 恋もおしゃれもピックアップ!
- THE 鑑識官（植木）
- 遊☆戯☆王デュエルモンスターズGX タッグフォース2（ジム・クロコダイル・クック）
- 遊☆戯☆王デュエルモンスターズGX タッグフォース3（ジム・クロコダイル・クック）

### ドラマCD
- イタズラなKiss